# 桃園市立平鎮國民中學
桃園市立平鎮國民中學（英文：Ping Jhen Junior High School），簡稱平鎮國中、鎮中，位於桃園市平鎮區。

## 校史沿革
- 1962年：成立桃園縣立楊梅初級中學平鎮分部，在中壢國中現址進行第一屆招生。
- 1965年：新校舍完工並遷入現址。
- 1967年：奉准獨立，定名為桃園縣立平鎮初級中學
- 1968年：實施九年國教，更名為桃園縣立平鎮國民中學。
- 1995年：奉准籌設完全中學，成立桃園縣立平鎮中學籌備處。
- 1999年：8月更名為桃園縣立平鎮中學。
- 2000年：6月高中部校舍完工，9月正式招收第一屆高一新生。
- 2001年：教育部完全中學實驗計畫暫告一段落，再更名為桃園縣立平鎮高級中學附設國中部。
- 2002年：因國高中校區分屬兩地，不易管理，申請獨立設校，復名為桃園縣立平鎮國民中學。
- 2014年：12月25日，因應桃園縣升格改制為直轄市，更名為桃園市立平鎮國民中學。
- 2016年：成立平鎮國中弦樂團

## 歷任校長
| 任期 | 姓名       | 任職日期  | 離職日期  | 備註                                                       |
| ---- | ---------- | --------- | --------- | ---------------------------------------------------------- |
| 1    | 鄭石銹先生 | 1967年8月 | 1978年7月 | 原桃園縣立楊梅高級中學教師升任，調任桃園縣立中壢國民中學。 |
| 2    | 劉玉勳先生 | 1978年8月 | 1983年7月 | 原桃園縣立大崙國民中學校長轉任，調任桃園縣立桃園國民中學。 |
| 3    | 周耀津先生 | 1983年8月 | 1995年7月 | 原桃園縣立富岡國民中學校長轉任，調任桃園縣立桃園國民中學。 |
| 4    | 劉玉勳先生 | 1995年8月 | 2001年9月 | 原桃園縣立桃園國民中學校長轉任，屆齡退休。                 |
| 5    | 張永鄰先生 | 2001年9月 | 2002年7月 | 原桃園縣立楊梅國民中學校長轉任，調任桃園縣立平鎮高級中學。 |
| 6    | 彭盛星先生 | 2002年8月 | 2010年2月 | 原桃園縣立仁美國民中學校長轉任，屆齡退休。                 |
| 7    | 陳國維先生 | 2010年8月 | 2017年7月 | 原桃園縣立東興國民中學校長轉任，調任桃園市立中壢國民中學。 |
| 8    | 羅新炎先生 | 2017年8月 | 2021年7月 | 原桃園市立中壢國民中學校長轉任，任滿退休。                 |
| 9    | 李培濟先生 | 2021年8月 | 現任      | 原桃園市立大園國民中學校長轉任。                           |

## 學區
新富里、新英里、新貴里、新榮里、北興里、金陵里、北華里、北貴里、北富里、北勢里（第6－21鄰）、福林里（第1－5、6鄰）、新勢里（第1－2、12、16－41鄰）、龍恩里（第1鄰）、建安里（第19－24、32鄰）、東勢里（第1－9、20－22、26－33、37－38、41鄰）。

## 知名校友
- 葉步來，曾任平鎮市長。
- 李月琴，曾任平鎮市長。
- 前任桃園縣議員莊玉輝。
- 前任桃園縣議員鄧仁艾。
- 雅典奧運金牌得主朱木炎。
- 2009世運銀牌得主范縵紜。
- 2009台北聽奧金牌得主呂思柔。
- 台灣著名歌手蕭亞軒，成名曲：一個人的精彩
- 巫建和，台灣新生代演員。
- 陳曼青